# Carey-Fineman-Ziter-Syndrom
Das Carey-Fineman-Ziter-Syndrom (CFZ) oder Myopathie-Moebis-Robin-Syndrom ist eine sehr seltene Erkrankung mit einer Kombination von vermindertem Muskeltonus, beidseitiger Fazialislähmung und Störung der Augenabduktion (Möbius-Sequenz), Pierre-Robin-Sequenz, Wachstumsverzögerung und auffälliger Gesichtsform.
Die Bezeichnung bezieht sich auf die Autoren der Erstbeschreibung aus dem Jahre 1982 durch John C. Carey, Robert M. Fineman und Fred A. Ziter.

## Vorkommen
Die Häufigkeit wird mit unter 1 zu 1.000.000 angegeben, die Vererbung erfolgt autosomal-rezessiv.
Bislang wurden nur wenige Fälle beschrieben. Das Wiederholungsrisiko für Geschwister scheint aber niedriger als 25 % zu sein.

## Ursache
Als Ursache der Muskelhypotonie werden entweder unspezifische periphere (myopathische) oder zentrale (Hirnfehlbildung) Anomalien angesehen.
Im Jahre 2017 wurden von Silvio Alessandro Di Gioia, Samantha Connors, N. Matsunami und Mitarbeitern ursächliche Mutationen im MYMK-Gen auf Chromosom 9 Genort q34.2 nachgewiesen.

## Klinische Erscheinungen
Klinische Charakteristika sind Muskelhypotonie, Moebius-Sequenz (angeborene beidseitige Fazialis-Parese mit behinderter Abduktion der Augäpfel), Pierre-Robin-Sequenz (Mikrogenie, Glossoptose, hoher Gaumen oder Gaumenspalte), auffälliges Gesicht und Wachstumsverzögerung.
Hinzu können verschiedene Anomalien des Gehirnes treten, ein Poland-Syndrom, Hypospadie oder Klumpfuß wurden gleichfalls gefunden.

## Diagnose
Die Diagnose ergibt sich bereits aus den klinischen Symptomen, für den Nachweis der Hirnanomalien ist eine Bildgebung, bevorzugt mittels Kernspintomographie erforderlich.

## Differentialdiagnostik
Abzugrenzen sind die Native-American-Myopathie und das Möbius-Syndrom.